# Зарницька Єфросинія Пилипівна
Єфроси́нія Пили́півна Азгурі́ді (4 (16) лютого 1867, Одеса — 30 червня 1936, Первомайськ), відома під псевдонімом Зарни́цька) — українська театральна акторка, співачка (мецо-сопрано).
Всього за сценічну кар'єру виступала у 122 містах, зіграла 125 ролей українського репертуару і понад 100 — російського.

## Життєпис
Народилася 1867 року в м. Одесі у родині тютюнового негоціанта, грека за походженням, Філіпа Азгуріді. Мати, Каліона Феліксівна Азгуріді, до шлюбу Клодницька, походила з польської шляхти.

### Дитинство і юнацькі роки
Дитячі та юнацькі роки Єфросинія Азгуріді проводила у родинному маєтку у селі Катеринівці Кам'яномостівської волості Ананьївського повіту Херсонської губернії (тепер це Первомайський район Миколаївської області). На її духовне формування благотворний вплив справляла атмосфера добропорядності, що панувала в родині її тітки, материної сестри М. Ф. Михайловської. Тітчин чоловік, сільський священник Григорій Михайловський, був освіченою людиною. Він прищеплював Зіні (таке було ім'я ЗарницькоЇ в родинному колі) любов до мистецтва, грав на музичних інструментах, очолював церковний хор. У родині Михайловських розмовляли виключно українською мовою.
Виховувалася Єфросинія Азгуріді у зразковому одеському пансіонаті пані Гептнер, переходячи з класу до класу з нагородою. Маючи з дитинства потяг до музики, вона, здобувши освіту, вступила до Одеської музичної школи Товариства витончених мистецтв при директорі бароні Каульбарсі. Школу закінчила з відзнакою, отримавши похвальний лист та срібну медаль. Голос Єфросинії на випускному екзамені зачарував голову училищної ради архієрея Димитрія настільки, що він благословив її і нагородив нотами з власноручним надписом на них. Та смерть батька стала перешкодою подальшій кар'єрі співачки.
У 1886 році Єфросинія Азгуріді складає іспит на звання домашньої вчительки при Одеському випробувальному комітеті.
Брала участь у хорі, з великим успіхом виступала в аматорських виставах. Під час однієї з таких вистав аматорського гуртка Новоукраїнки, улітку 1888 року, її побачив М. Кропивницький, який шукав талановиту молодь для нової трупи. Молода аматорка вразила прославленого актора і режисера голосом, грою, вмінням триматися на сцені. Він запропонував їй роботу у своїй трупі, пророкуючи в найближчому майбутньому стати зіркою української сцени.

### Сценічний шлях
Єфросинія Азгуріді почала сценічний шлях під псевдонімом «Зарницька» у новосформованій трупі М. Кропивницького 26 січня 1889 р. в Катеринославі. Нову трупу М. Кропивницький створив з талановитої творчої молоді. До складу трупи періодично вступали і уже прославлені на той час майстри національної сцени, спостереження за грою яких (або гра у партнерстві) сприяли професіональному зростанню початківців. Постійне розширення М. Кропивницьким репертуару Зарницької (різнопланові ролі у різножанрових виставах) та гра артистки у партнерстві з учителем удосконалюють її професійну майстерність. Вже наприкінці 1891 року М. Кропивницький назве Зарницьку не просто артисткою, а митцем.
Зарницька грає ролі Наталки («Наталка Полтавка» І. Котляревського), Прісіньки («Шельменко-денщик» Г. Квітки-Основ'яненка), Галі («Назар Стодоля» Т. Шевченка), Галі («Гаркуша» О. Стороженка), Олени («Не ходи, Грицю, на вечорниці» В. Александрова), Кулини («Чорноморці» М. Старицького-М. Лисенка), Горпини, Вусті («Як ковбаса та чарка, то минеться й сварка», «За двома зайцями» М. Старицького), Ярини, Оришки («Невольник», «Пошились у дурні» М. Кропивницького) та інші. Гастролі трупи М. Кропивницького у Катеринославі, Єлисаветграді, Харкові, Петербурзі, Тифлісі, Москві, Варшаві та багатьох інших містах супроводжувалися схвальними відгуками на гру акторки у пресі.
З вересня 1893 по вересень 1894 рр. Зарницька — провідна акторка трупи Г. Деркача. Своєю грою Зарницька підкорила парижан під час гастролей трупи наприкінці 1893 — на початку 1894 рр. у Франції. Знаменитий французький критик Ф. Сарсе назвав її голос чистим, як кришталь.
З 1894 по 1914 роки Зарницька грає у трупах О. Суслова і О. Суходольського (1894—1898 рр.), О. Суслова (1898—1909 рр.) та інших театральних трупах (1909—1914 рр.). Учень М. Кропивницького, О. Суслов (1857—1929) пройшов біля учителя протягом чотирьох років (1888—1892) школу акторської майстерності, режисури, організаційних засад керування колективом.
З 1914 по 1924 рр. Зарницька мешкала у Петрограді, де виступала в українських виставах і була причетна до організації і відкриття у 1919 році Українського театру ім. Т. Г. Шевченка. Акторка входила до складу розпорядчої ради театру, пробувала себе у режисурі, активно працювала у напрямку подальшого розширення свого репертуару в ролях літніх жінок: Терпилиха («Наталка Полтавка» І. Котляревського), Фенна Степанівна («Шельменко-денщик» Г. Квітки-Основ'яненка), жінка Тараса («Тарас Бульба» М. Старицького), Гордиля («Циганка Аза» М. Старицького) та ін. (У 1918—1919 рр. ім'я Зарницької зустрічається на афішах українського драматичного театру в Одесі та Миколаєві, що свідчить про її епізодичні приїзди у цей період в Україну).
У 1924 році Зарницька повертається в Україну. Разом із своїм братом, актором М. Клодницьким, вона організовує у с. Катеринівці Первомайського району Миколаївської області самодіяльний театр, якому судилося відіграти важливу роль у піднятті культури району.
З 1926 року Зарницька — акторка Українського Народного театру у Харкові (чергова реорганізація цього колективу призвела до його перейменування спочатку у Державний Народний театр, а згодом у Державний український Червонозаводський театр). Зарницька поєднує вже зіграні ролі з новими — Харитина («Республіка на колесах» Я. Мамонтова), Морочинська («Молода кров» В.Винниченка), хазяйка пансіонату («Вовчі душі» Д. Лондона), Софія Петрівна («Розлом» Б. Лавреньова), Чирвиха («Диктатура» І. Микитенка) та інші.

### Ювілей творчої діяльності
7 квітня 1929 року у приміщенні Харківського Червонозаводського державного українського драматичного театру відбулося святкування 40-річного ювілею сценічної діяльності Є. П. Зарницької. До ювілею акторки театр показав виставу «За двома зайцями» Михайла Старицького, перероблену відповідно до вимог радянської епохи. Сама Зарницька виступила у цій виставі в ролі перекупки Лимарихи.

### Останні роки
Наприкінці 1931 року Зарницька залишила велику сцену та Харків і повернулась до села Катеринівка, де знаходився будинок її матері. У селі на той час саме йшла суцільна колективізація, будинок забрала сільська рада. Довелося переїхати у Первомайськ і оселитися у будинку приятельки-вчительки. Зіграла велику роль у становленні Первомайського народного театру.
Померла у 1936 році від запалення нирок. Похована на старому голтянському кладовищі (могила не збереглась).

## Вшанування пам'яті
У 1969 році в Первомайську вперше була проведена театральна конференція, присвячена життю і творчості Єфросинії Зарницької.
У грудні 1970 року Одеське відділення Українського театрального товариства провело наукові сесії, присвячені Є. П. Зарницькій, в Одесі, у Первомайську та Катеринці. У Миколаєві відбувся великий вечір, присвячений пам'яті артистки.
На будинках у місті Первомайську та у селі Катеринці, в яких мешкала Є. П. Зарницька, встановлено меморіальні дошки.
У м. Первомайську ім'ям Єфросинії Зарницької названо провулок і міський Центр культури і дозвілля. На фасаді будівлі, у якій міститься Центр, встановлено меморіальну дошку.